# وان آتلانتیک سنتر
وان آتلانتیک سنتر، (به انگلیسی: One Atlantic Center) آسمان‌خراش ۵۰ طبقه به ارتفاع ۲۵۰ متر، با کاربری اداری-تجاری است، که در شهر آتلانتا، جورجیا مستقر می‌باشد. این ساختمان در سال ۱۹۸۶ توسط شرکت‌های فیلیپ جانسون و جان بورگی طراحی و عملیات ساخت آن توسط گروه بک آغاز شد و در سال ۱۹۸۷ تکمیل و افتتاح گردید.